# 다블레카노보

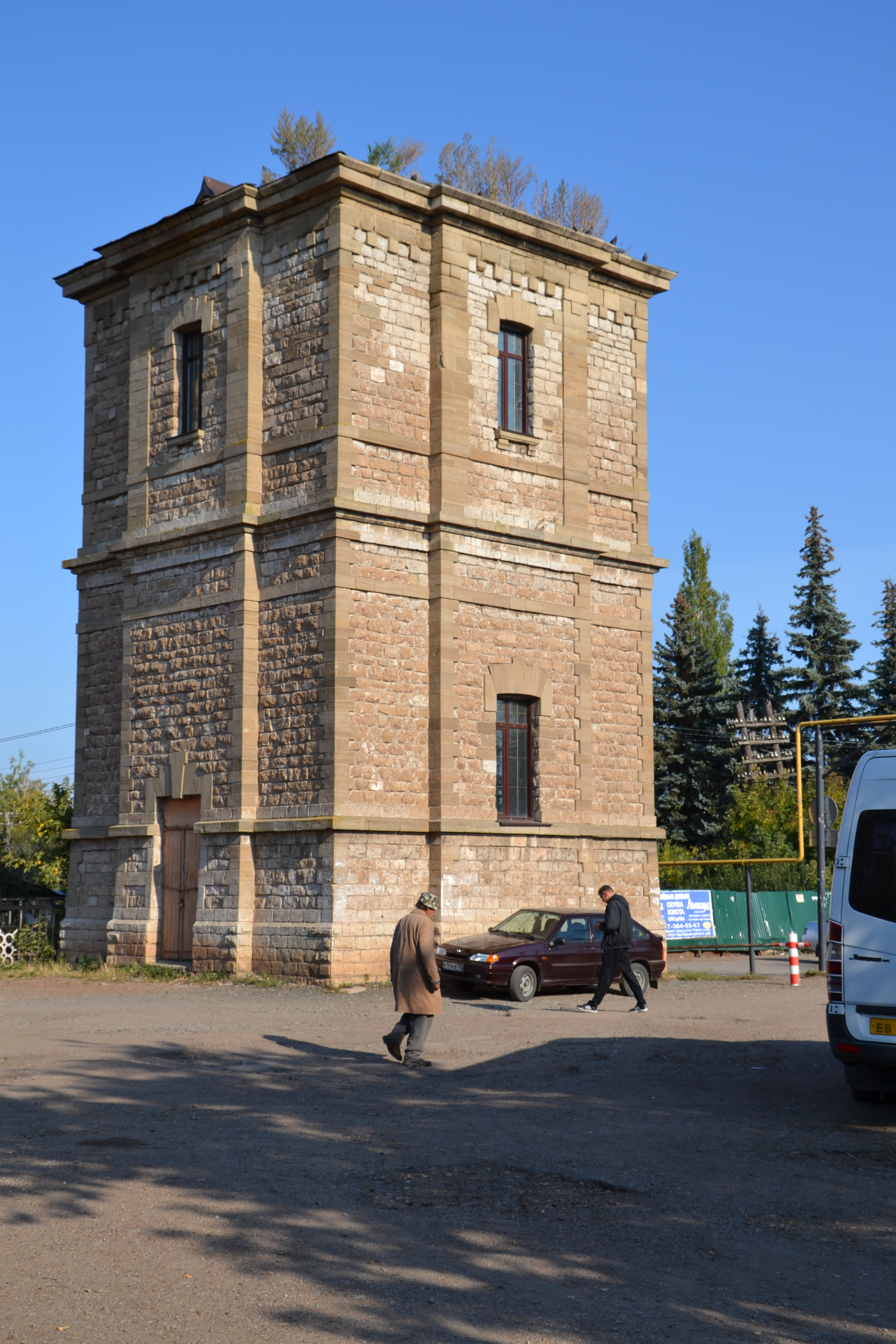

다블레카노보(러시아어: Давлеканово, 바시키르어: Дәүләкән)는 러시아 바시키르 공화국에 위치한 도시로, 인구는 23,860명(2002년 기준)이다. 우파(바시키르 공화국의 수도)에서 서쪽으로 90km 정도 떨어진 곳에 위치한다.